# Árni Óðinsson
Árni Óðinsson (ur. 224 lutego 1950 w Akureyri) – islandzki alpejczyk, reprezentant klubu Skíðafélag Akureyrar.
Brał udział w zimowych igrzyskach w 1976, na których wystartował w slalomie gigancie. Po pierwszym przejeździe był 73. z czasem 2:05,28, ale drugiego nie ukończył, w wyniku czego nie został sklasyfikowany. Był najstarszym islandzkim alpejczykiem oraz chorążym kadry islandzkiej na tych igrzyskach.